# قورباغه کسکیدز
قورباغه کسکیدز (نام علمی: Rana cascadae) نام یک گونه از تیره قورباغه‌های اصلی است. این قورباغه ازجمله در کوهستان کسکیدز کانادا زندگی می‌کند.